# いつもどこかで
「いつもどこかで」は、日本のシンガーソングライターである玉置浩二の楽曲。
2005年10月5日にSony Recordsから20枚目のシングルとしてリリースされた。前作「愛されたいだけさ」（2005年）よりおよそ9か月ぶりにリリースされたシングルであり、作詞は玉置および安藤さと子、松井五郎が担当、作曲は玉置が担当している。2か月連続リリースの第1弾としてリリースされ、およそ1か月後に次作「プレゼント」（2005年）がリリースされた。
本作は稲垣吾郎主演のフジテレビ系秋のスペシャルドラマ『飛鳥へ、そしてまだ見ぬ子へ』（2005年）の主題歌として使用され、ドラマの内容を意識した歌詞で構成されたバラードソングとなっている。11枚目のアルバム『PRESENT』（2006年）からの先行シングルとしてリリースされ、オリコンシングルチャートでは最高位48位となった。

## 音楽性と歌詞
ベスト・アルバム『ALL TIME BEST』（2017年）の楽曲解説では、本作を「言葉とメロディが優しく癒してくれるバラード」と表記しており、歌詞の内容が主題歌として使用されたテレビドラマの内容を意識したものになっていることを指摘した上で、「優しく温かな感動を与えてくれる」と表記している。また同解説では、ほぼすべての楽器を自ら演奏していた9枚目のアルバム『スペード』（2001年）制作時とは一変し、本作が収録された11枚目のアルバム『PRESENT』（2006年）は多くのスタジオミュージシャンが参加した「“外に向けた”音楽になっている」ことを指摘している。
玉置の自伝本『玉置浩二 幸せになるために生まれてきたんだから』において著者の志田歩は、本作の歌詞が1996年から飼い始めた玉置の愛猫であるドーキュウが2005年7月に急死したことに影響を受けていると述べ、悲しみに暮れていた玉置に弔電を送っていた松井五郎が「命のリアリティ」をテーマに作詞を行っており、志田は本作がテレビドラマの内容に合わせただけでなく、「ドーキュウとの別れを玉置の視点から綴ったものと解釈することもできる」と述べている。
松井は本作に関して以下のコメントを残している。
ちょっと熱が出ても、今まではただの風邪だろうって済ませていたのが、もしかしたら明日命尽きるかもしれないと、不安になる。自分たちがそういう年齢になってきた。そうすると20代30代の頃は、歌の中で命って言葉は恥ずかしくて使えなかったんだけれど、最近はたとえば“命をかけて君を守る”っていう言い方にも、自分の中でリアリティが出てくるんですよ。ただ、そうはいうものの、“命が大事だ”みたいなことを正面切って言うような歌も気恥ずかしい。だから体温や感触などのリアリティがあるものを作っていきたいっていうのは、ずっと思っています。—松井五郎, 
玉置浩二 幸せになるために生まれてきたんだから

## リリース、メディアでの使用、チャート成績
本作は2005年10月5日にSony Music Recordsからマキシシングルでリリースされ、稲垣吾郎主演のフジテレビ系秋のスペシャルドラマ『飛鳥へ、そしてまだ見ぬ子へ』（2005年）の主題歌として使用された。
本作はオリコンシングルチャートにて最高位48位の登場週数4回となり、売り上げ枚数は0.4万枚となった。本作の売り上げ枚数は玉置のシングル売上ランキングにおいて17位となった。また、2022年に実施されたねとらぼ調査隊による玉置のシングル曲人気ランキングでは15位となった。

## シングル収録曲
| 全作曲: 玉置浩二。 |                                  |                                |            |      |
| #                  | タイトル                         | 作詞                           | 作曲・編曲 | 時間 |
| 1.                 | 「いつもどこかで」               | 玉置浩二、松井五郎、安藤さと子 | 玉置浩二   | 4:21 |
| 2.                 | 「発散だー!!」                   | 松井五郎                       | 玉置浩二   | 3:00 |
| 3.                 | 「いつもどこかで」(Instrumental) |                                | 玉置浩二   | 4:22 |
| 4.                 | 「発散だー!!」(Instrumental)     |                                | 玉置浩二   | 3:04 |
| 合計時間:          | 合計時間:                        | 合計時間:                      | 14:47      |      |

## リリース履歴
| No. | 日付           | レーベル                               | 規格                   | 規格品番  | 最高順位 | 備考 |
| --- | -------------- | -------------------------------------- | ---------------------- | --------- | -------- | ---- |
| 1   | 2005年10月5日  | Sony Music Records                     | マキシシングル         | SRCL-5954 | 48位     |      |
| 2   | 2013年11月27日 | ソニー・ミュージックエンタテインメント | デジタル・ダウンロード | -         | -        |      |

## 収録アルバム
「いつもどこかで」
- 『PRESENT』（2006年）
- 『ALL TIME BEST』（2017年）
- 『THE BEST ALBUM 35th ANNIVERSARY 〜メロディー〜』（2022年）

発散だー!!
- 『PRESENT』（2006年）
- 『06 PRESENT TOUR LIVE 発散だー!!』（2006年） - ライブ・バージョンで収録。